# Kajetan Raczyński
Kajetan Raczyński (właśc. Karol Raczyński, imię zakonne Kajetan; ur. 4 listopada 1893 w Częstochowie, zm. 19 września 1961 tamże) – polski duchowny rzymskokatolicki, zakonnik, paulin, wikariusz generalny, prokurator generalny paulinów przy Stolicy Apostolskiej, przeor klasztoru na Jasnej Górze, oraz na Węgrzech, rektor Polskiego Papieskiego Instytutu Kościelnego, prześladowany przez Służbę Bezpieczeństwa PRL.

## Życiorys

### Powołanie kapłańskie i zakonne
Urodził się w wielodzietnej rodzinie jako syn Michała i Teofili z d. Błasikiewicz. W rodzinnej Częstochowie uczęszczał do szkoły, a następnie kontynuował naukę we Włocławku, gdzie wstąpił potem do tamtejszego Seminarium Duchownego, przyjmując 21 maja 1916 święcenia kapłańskie. Drogę kapłańską rozpoczął w parafii św. Wojciecha i św. Stanisława w Burzeninie, gdzie był wikariuszem, a następnie powrócił do Częstochowy, gdzie został kapelanem Sióstr Nazaretanek.
W 1920 podjął decyzję wyboru drogi zakonnej, wstępując do paulinów, u których 25 września 1921 złożył profesję zakonną obierając imię zakonne Kajetan. Początkowo pełnił wiele różnych obowiązków w zakonie, m.in. ekonoma w krakowskim klasztorze na Skałce oraz prefekta kleryków, a następnie mistrza nowicjuszy i moderatora Bractwa św. Julii, po czym w grudniu 1926 został przeniesiony na Jasną Górę, podejmując pracę w klasztornej bibliotece. Po dwóch latach, w sierpniu 1928 został mistrzem nowicjatu paulińskiego w Leśnej Podlaskiej, gdzie przygotowywał się do pracy na Węgrzech. Od 12 maja 1934 przez pięć miesięcy przebywał przy grotach skalnych, obok Góry Gellerta nad Dunajem, na Węgrzech, po czym objął stanowisko przeora i mistrza nowicjuszy w Peczu. W styczniu 1935 opuścił Węgry, udając się do Rzymu, gdzie podjął obowiązki rektora przy kościele św. Katarzyny della Rota, a potem Matki Bożej przy via Calderari oraz Il Gesu Nazareno, gdzie utworzył nowy konwent pauliński, a następnie został przy nim prokuratorem generalnym przy Stolicy Apostolskiej.
Podczas II wojny światowej pomagał włoskiej Polonii, pracując w charakterze duszpasterza, jako ojciec duchowny w Polskim Papieskim Instytucie Kościelnym. Tutaj m.in. prowadził badania pism Franciszki Siedliskiej, późniejszej błogosławionej, założycielki Zgromadzenia Sióstr Nazaretanek oraz wiele uwagi poświęcił nad analizą teologiczną tematu obejmującego pojęcie Duszy Chrystusa.

### Okres prześladowań powojennych
W styczniu 1946 powrócił do kraju, gdzie został wybrany przeorem jasnogórskim. Czas jego przeoratu był okresem prześladowań aparatu partyjno-rządowego oraz Ministerstwa Bezpieczeństwa Publicznego wobec całego Kościoła, a konwentu jasnogórskiego w szczególności oraz powstaniu wielu konfliktów i nieporozumień. Do ostrego sporu doszło w kwietniu 1950, kiedy skonfiskowano na rzecz państwa blisko 19 ha paulińskich ogrodów, po którym przeor złożył publiczny protest, prosząc wiernych o wsparcie. Konflikt zaczął przybierać na sile, kiedy to parę dni później próbowano podpalić sanktuarium i dokonać zuchwałej kradzieży w skarbcu jasnogórskim. Było to pretekstem do wezwania go na komisariat milicji i zatrzymania pod zarzutem „szkalowania władzy socjalistycznej” do czasu zamknięcia prowadzonego śledztwa. Po kilku dniach pobytu w częstochowskim areszcie śledczym, przewieziono go do aresztu w Kielcach, a następnie do Siedlec i Warszawy. Generał zakonu o. Alojzy Wrzalik OSPPE złożył w Ministerstwie Sprawiedliwości protest przeciw jego aresztowaniu. Interweniował również sekretarz Episkopatu bp Zygmunt Choromański. Ostatecznie po dwóch latach śledztwa Sąd Wojewódzki w Warszawie w tajnym procesie 30 marca 1952 skazał go na trzy lata więzienia z zaliczeniem aresztu. Przebywał w celi piwnicznej nr 11 przy ul. Koszykowej, gdzie współwięźniem był m.in. Władysław Bartoszewski, który kilka lat później tak go wspominał:  

Wkrótce po zabraniu od nas o. Stanisława Forysia [misjonarza Ducha Świętego] przyprowadzono do naszej celi następnego kapłana, tym razem w białym habicie paulina, mocno już podniszczonym i przybrudzonym. Nic dziwnego, bo ojciec Karol Kajetan Raczyński, od 1949 r. przeor Jasnej Góry, przeszedł już aresztancką drogę przez Częstochowę, Kielce i Siedlce. Obwiniano go o rzekome przestępstwa dewizowe, a nawet - co dziś brzmi absurdalnie - o szpiegostwo na rzecz gen. Franco (choć zakon ojców paulinów nie miał w ogóle domów w Hiszpanii)! Usiłowano z niego wydobyć groźbą i prośbą wiadomości i plotki z Watykanu, gdyż w latach 1934-1946 pełnił swe zakonne obowiązki w Rzymie i Stolicy Apostolskiej. Cichy i skromny, ale doświadczony i nieugięty w obronie swych zasad paulin nie uczynił żadnych ustępstw czy koncesji wobec oficerów bezpieki. Nie mieli najwyraźniej dyrektywy bezpośredniego maltretowania go, a ponieważ zwykłe zastraszenie nie działało, okazali się bezradni.

Po ogłoszeniu wyroku ojcowie paulini wnieśli apelację, w wyniku której 5 września 1952 został uniewinniony, a 9 września zwolniony z aresztu. Schorowany, zamieszkał później w domu nowicjatu w Leśniowie k. Częstochowy, a następnie w maleńkiej willi na Bachledówce koło Zakopanego, gdzie 30 czerwca 1955 został pierwszym duszpasterzem paulińskiej parafii Matki Bożej Częstochowskiej.

### U schyłku życia
25 sierpnia 1957 wygłosił przed szczytem jasnogórskim długie kazanie, zawierające krytykę ustroju socjalistycznego, po którym został wezwany przez Służbę Bezpieczeństwa na przesłuchanie 8 stycznia 1958, a następnie postawiono go przed sądem w Katowicach 4 września tegoż roku pod zarzutem, że wobec 150 tys. wiernych przedstawił ustrój socjalistyczny jako system ucisku pozbawiający obywateli wolności osobistej i własności prywatnej oraz hołdujący idei wojny, co według art. 8 § 1 dekretu z 5 lipca 1949 dało sądowi podstawę do wymierzenia mu 2 lat więzienia z zawieszeniem na 5 lat i zapłatę 400 złotych. W jego obronie stanął wtedy znany częstochowski adwokat Miron Kołakowski. Tymczasem 21 lipca 1958 Służba Bezpieczeństwa dokonała napadu na Instytut Prymasowski w klasztorze jasnogórskim, w wyniku którego aresztowano kilku członków konwentu. Ojciec przeor Korneliusz Jemioł OSPPE doznał szoku nerwowego, co doprowadziło do odwołania go z tej funkcji, a na jego miejsce mianowano tymczasowo o. Kajetana Raczyńskiego OSPPE. 16 lipca 1960 został on na skutek zbyt kruchego zdrowia zwolniony z tego urzędu. Zmarł na Jasnej Górze 19 września 1961, a następnie został pochowany w krypcie pod kaplicą Cudownego Obrazu w górnym (piętrowym) ciągu nisz grobowych nad niszą o. Aleksandra Łazińskiego OSPPE.

## Publikacje
Jest autorem kilku publikacji książkowych:
- Gaetano Raczynski, Gesù eucaristico cibo dell'anima, Rzym. Brak numerów stron w książce
- Gaetano Raczynski, Vita di S. Paolo Primo Eremita, Rzym 1941. Brak numerów stron w książce
- Kajetan Raczyński, Cudowny obraz Matki Boskiej na Jasnej Górze w Częstochowie. Poszukiwania – materiały – podania, Częstochowa: Klasztor Jasnogórski, 1948, OCLC 836678798. Brak numerów stron w książce

## Upamiętnienie
Imieniem ojca Kajetana Raczyńskiego nazwano rondo w Częstochowie położone na zbiegu ulic Warszawskiej i Cmentarnej.